# Miloš Kýr
Miloš Kýr (26. března 1918 – 26. listopadu 1984) byl český fotbalista, který nastupoval ve středu pole i v útoku. Je pohřben v Prostějově.

## Hráčská kariéra
V nejvyšší soutěži hrál za SK Prostějov během druhé světové války a v prvním poválečném ročníku, vstřelil jednu prvoligovou branku. Ve své první prvoligové sezoně nastupoval v útoku, později se přesunul do středu pole. Za Prostějov hrál také v divizi (tehdy 2. nejvyšší soutěž).

### Prvoligová bilance
| Ročník          | Zápasy | Góly | Minuty | Klub         |
| --------------- | ------ | ---- | ------ | ------------ |
| I. liga 1939/40 | 1      | 0    | 90     | SK Prostějov |
| I. liga 1940/41 | 22     | 0    | –      | SK Prostějov |
| I. liga 1941/42 | –      | 0    | –      | SK Prostějov |
| I. liga 1942/43 | –      | 1    | –      | SK Prostějov |
| I. liga 1945/46 | –      | 0    | –      | SK Prostějov |
| CELKEM I. LIGA  | –      | 1    | –      |              |